# Asandro del Bosforo
Asandro Filocesare Filoromeo (in greco antico: ʼ´Ασανδρoς Φιλοκαίσαρ Φιλορώμαιος?, Asandros Philokaisar Philorómaios; ... – 17 a.C.), chiamato nella storiografia moderna Asandro del Bosforo, è stato un generale e sovrano bosforano, re del Bosforo Cimmerio dal 47 a.C. alla sua morte.

## Storia
Una volta che Gaio Giulio Cesare ebbe sconfitto Farnace II re del Ponto e del Bosforo nella battaglia di Zela del 47 a.C. (dove pronunciò la famosa Veni, vidi, vici), il Regno del Bosforo Cimmerio passò nelle mani di un certo Asandro, generale dello stesso Farnace. Quest'ultimo, infatti, dopo aver ucciso il re, ne sposò la figlia Dinamide e prese il potere, regnando fino alla sua morte nel 17 a.C.
Fu amico ed alleato del popolo romano, come tramanda Cassio Dione Cocceiano, almeno a partire dal 25 a.C.
Dopo la sua morte il trono passò nelle mani di un avventuriero, chiamato Scribonio, il quale però fu subito messo a morte ed al suo posto, grazie anche all'intervento di Marco Vipsanio Agrippa, fu posto il re cliente ed alleato del popolo romano, Polemone I nel 14 a.C.